# Ahmed Mohamadina
Ahmed Mohamadina (arab. أحمد محمدينا, ur. 10 marca 1984 w Khémisset) – marokański piłkarz, grający jako bramkarz. Jednokrotny reprezentant kraju.

## Klub

### Olympique Khouribga
Zaczynał karierę w Olympique Khouribga. W sezonie 2011/2012 zagrał 9 spotkań.

### Renaissance Berkane
1 lipca 2012 roku przeniósł się do Renaissance Berkane. W tym klubie debiut zaliczył 16 września 2012 roku w meczu przeciwko Hassania Agadir (porażka 3:2). Zagrał całe spotkanie. Łącznie wystąpił w 35 spotkaniach.

### Difaâ El Jadida
10 stycznia 2014 roku trafił do Difaâ El Jadida. W tym klubie debiut zaliczył 13 kwietnia 2014 roku w meczu przeciwko Chabab Rif Al Hoceima (porażka 1:0). Zagrał całe spotkanie. Łącznie wystąpił w 16 meczach.

### Ittihad Tanger
21 stycznia 2016 roku został zawodnikiem Ittihad Tanger. W tym klubie zadebiutował 6 marca 2016 roku w meczu przeciwko FAR Rabat (wygrana 1:0). Zagrał cały mecz. Łącznie wystąpił w 9 spotkaniach.
1 lipca 2017 roku zakończył karierę.

## Reprezentacja
Zagrał jedno spotkanie w barwach swojej ojczyzny. Odbyło się ono 9 lutego 2011 roku, a przeciwnikiem Marokańczyków był Niger (3:0 dla Maroka). Mohamadina zagrał cały mecz.